# Águia-africana
Águia-africana (nome científico: Spizaetus africanus ou Aquila africana) é uma espécie de ave de rapina da família dos acipitrídeos (Accipitridae).
Pode ser encontrada nos seguintes países: Angola, Burundi, Camarões, República Centro-Africana, República do Congo, República Democrática do Congo, Costa do Marfim, Guiné Equatorial, Gabão, Gana, Guiné, Quénia, Libéria, Nigéria, Ruanda, Serra Leoa, Togo e Uganda.